# Amilcare Ponchielli
Amilcare Ponchielli (Paderno Fasolaro kraj Cremone, 31. kolovoza 1834. – Milano, 16. siječnja 1886.), talijanski skladatelj.
Bio je profesor konzervatorija u Milanu. Pretežno je operni stvaralac, romantičar, uglavnom slijedi Giuseppea Verdija, a mjestimice prihvaća i stilske elemente francuske velike opere. Obogatio je talijansku operu svojega doba simfonijskom građom. U najuspjelijoj operi "La Gioconda" njegov glazbeno-dramski izraz poprima emfatične akcente. Skladao je i orkestralna djela, balete, kantate, pjesme i crkvenu glazbu.  